# Golpayegan
Golpayegan o Golpāyegān, (persiano گلپایگان) è il capoluogo dello shahrestān di Golpayegan, circoscrizione Centrale, nella Provincia di Esfahan, situata a circa 145 chilometri di distanza da Isfahan.
Golpayegan, secondo il censimento del 2006, ha una popolazione di 47.849 abitanti. È un centro artigianale e industriale noto per i tappeti e per i lavori di intaglio del legno.